# Gospodar svijeta
Gospodar svijeta (hrvatski prijevod imena engleskog izvornika Lord of the World) je najvažnije i svjetski poznato djelo engleskog književnika, katoličkog svećenika Roberta Hugha Bensona. Benson je za života je slovio kao jedan od najboljih engleskih pisaca svoga vremena, da bi kasnije pomalo pao u zaborav. Djela mu se odlikuju se bogatstvom jezika i pronicavim intelektom, maštovitošću i talentom. Roman Gospodar svijeta objavio je 1907. godine. To je jedan od prvih distopijskih romana uopće, djelo koje ni dan-danas, više od stotinu godina kasnije, ne gubi na svojoj aktualnosti. Štoviše, njegov prikaz svijeta, atmosfere i odnosa u 21. stoljeću pokazao se upravo zastrašujuće preciznim. Ta je proročanska knjiga, koju opravdano možemo nazvati književnim klasikom, kruna njegova iznimno vrijednog spisateljskog opusa.
Roman je po mnogima najproročanskije djelo u svjetskoj književnosti, koje na vrlo slikovit i uzbudljiv način prikazuje svijet posljednjih vremena u kojemu prikriveni sekularistički totalitarizam neprimjetno zarobljava ljude, uništava vjeru i pripravlja put Antikristovoj vladavini.
Napeta radnja, živo i znalački opisani likovi, pronicavi prikaz budućnosti..., sve je to doprinijelo da se Gospodar svijeta nametne kao najpoznatija književna obrada teme kraja povijesti i konačnog sukoba dobra i zla.
Pišući ovaj roman prije više od stotinu godina i smjestivši ga upravo u naše vrijeme, Benson je sa zapanjujućom točnošću predvidio suvremene procese poput ujedinjenja Europe, globalizacije i pokušaja uspostave novoga svjetskog poretka, pojave institucionalnih napada na vjerski identitet, brak i obitelj, pitanje ozakonjenja eutanazije, medijska manipulacija, genetski modificirana hrana... itd.
Krajnji obračun je između dviju osoba, prvi je svećenik koji brani postavke Katoličke Crkve koja se ruši, a druga je osoba karizmatični i tajanstveni lik koji osvaja mase obećavši mir u zamjenu za slijepu poslušnost.
Ne treba stoga čuditi da su obojica posljednjih papa istaknuli ovaj roman kao vrlo značajan i aktualan. Papa Franjo je – preporučivši njegovo čitanje – naglasio da se radi o knjizi koja "gotovo kao da je proročanstvo" i koja pomaže razumjeti kako opasnosti svijeta u kojem živimo tako i ideološku pozadinu suvremenih društvenih procesa.
Knjiga je doživjela 7 izdanja na hrvatskome jeziku počevši od 2005. (6 Verbumovih u prijevodu Aleksandra Marija Chwalowsky i jedan Stilusov u prijevodu Predraga Raosa).